# Rue Xaintrailles
Pour les articles homonymes, voir Xaintrailles.
La rue Xaintrailles est une voie du 13e arrondissement de Paris.

## Situation et accès

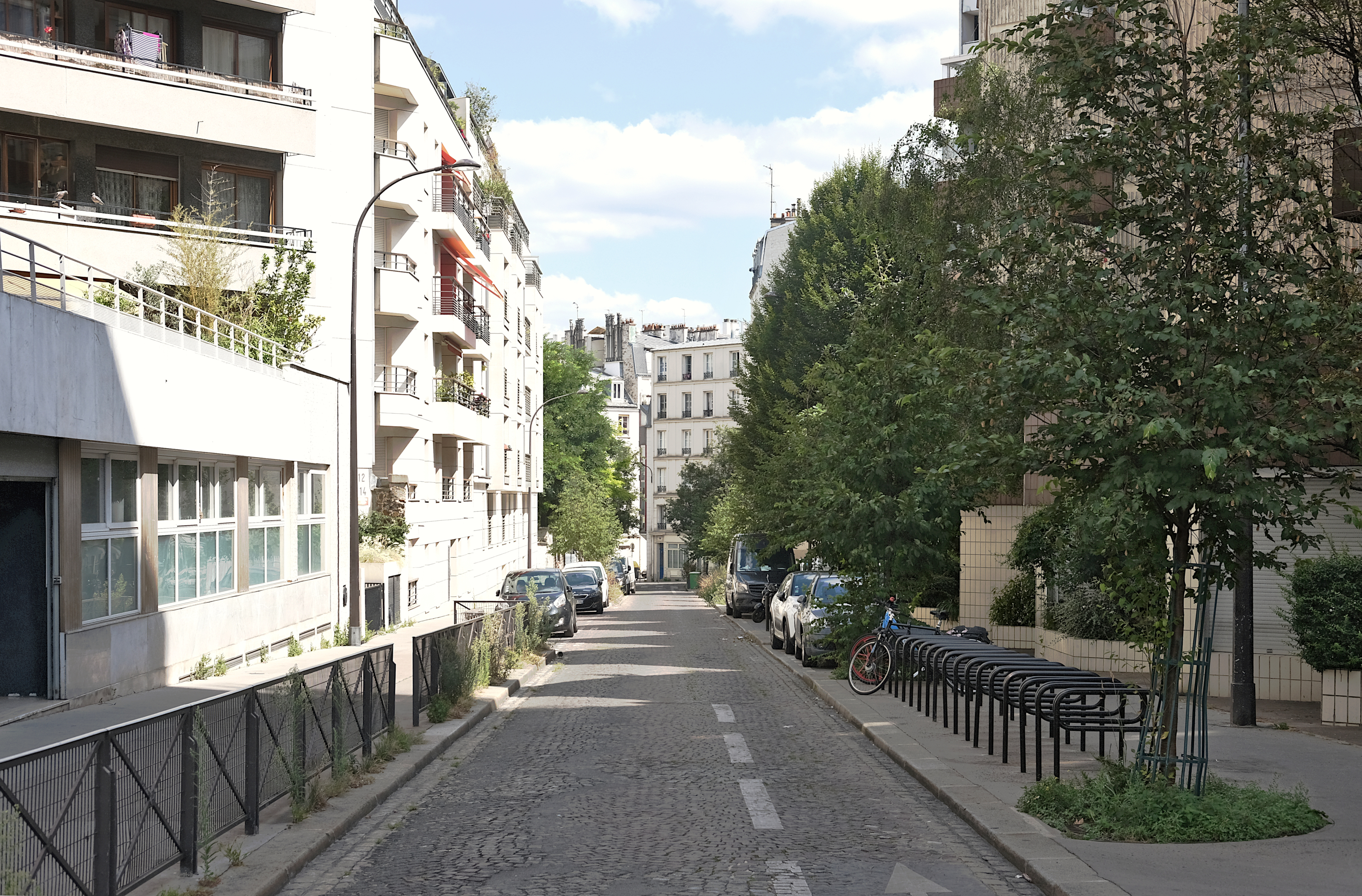
La rue vue depuis la rue Charcot.

La rue débute rue de Domrémy et se termine rue Charcot.

## Origine du nom
Le nom de la rue rend hommage à Jean Poton de Xaintrailles (1390-1461), maréchal de France, compagnon d'armes de Jeanne d'Arc.

## Historique
Alors située sur le territoire de la commune d'Ivry-sur-Seine, cette voie est ouverte par un décret en date du 9 décembre 1854. Rattachée à Paris en 1860, elle est classée dans la voirie parisienne le 23 mai 1863 et prend sa dénomination actuelle par un décret en date du 2 mars 1864.

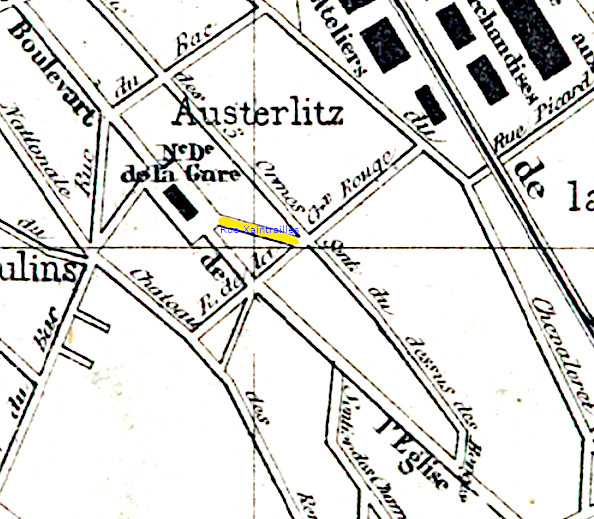
La rue (en jaune) sur le plan d'Eugène Lanée (Paris, 1861).
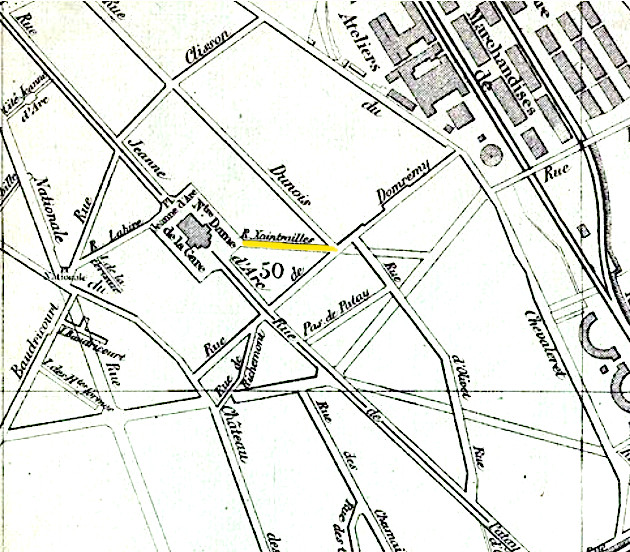
La rue (en jaune) sur le plan d'Eugène Andriveau-Goujon (Paris, 1878).